# 日英博覽會

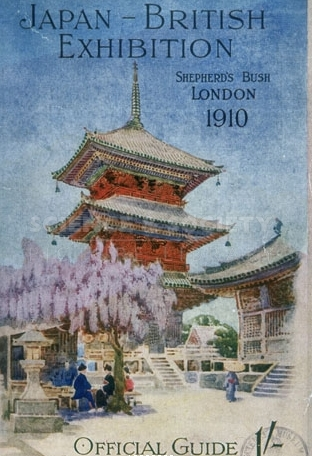
日英博覽會海報

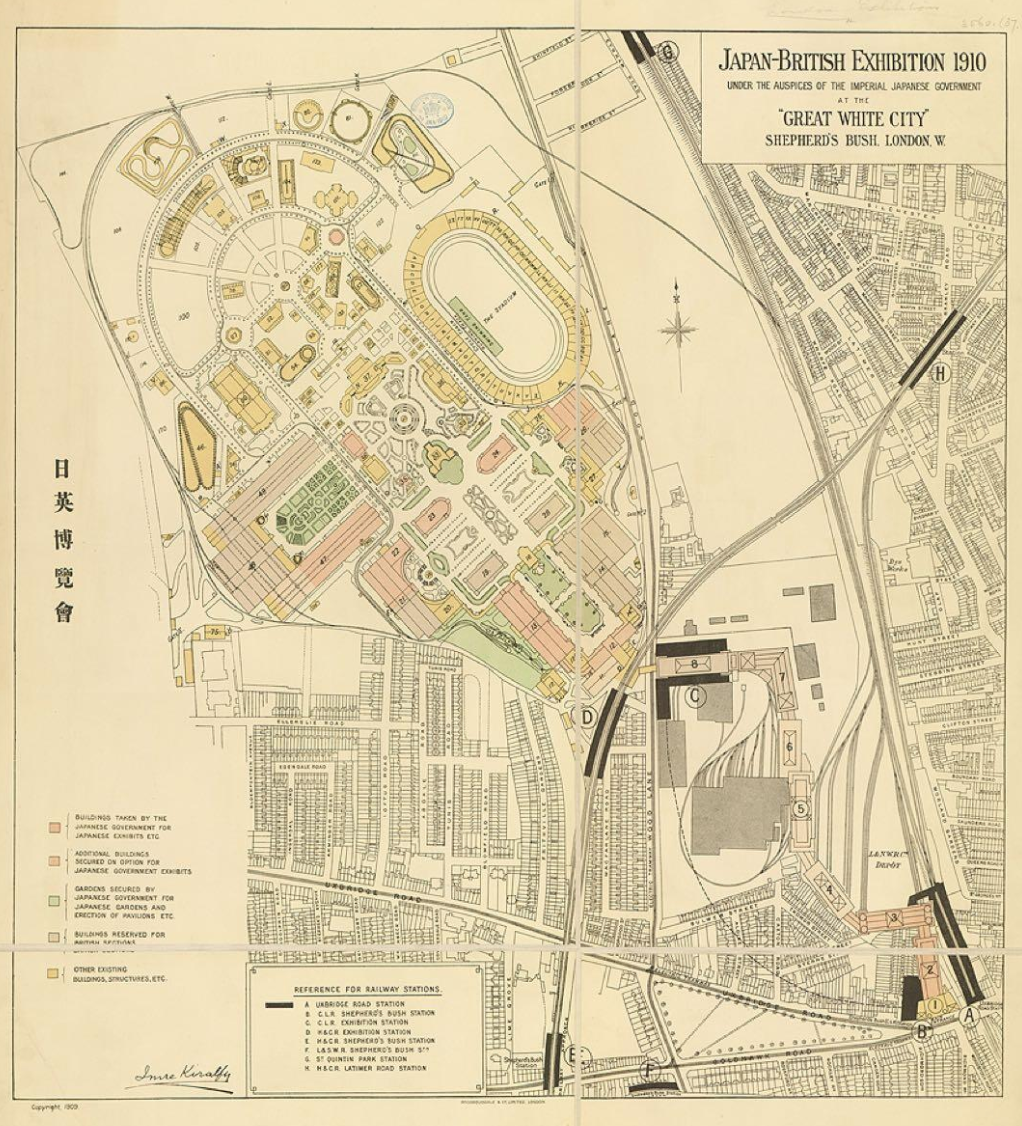
日英博覽會會場地圖

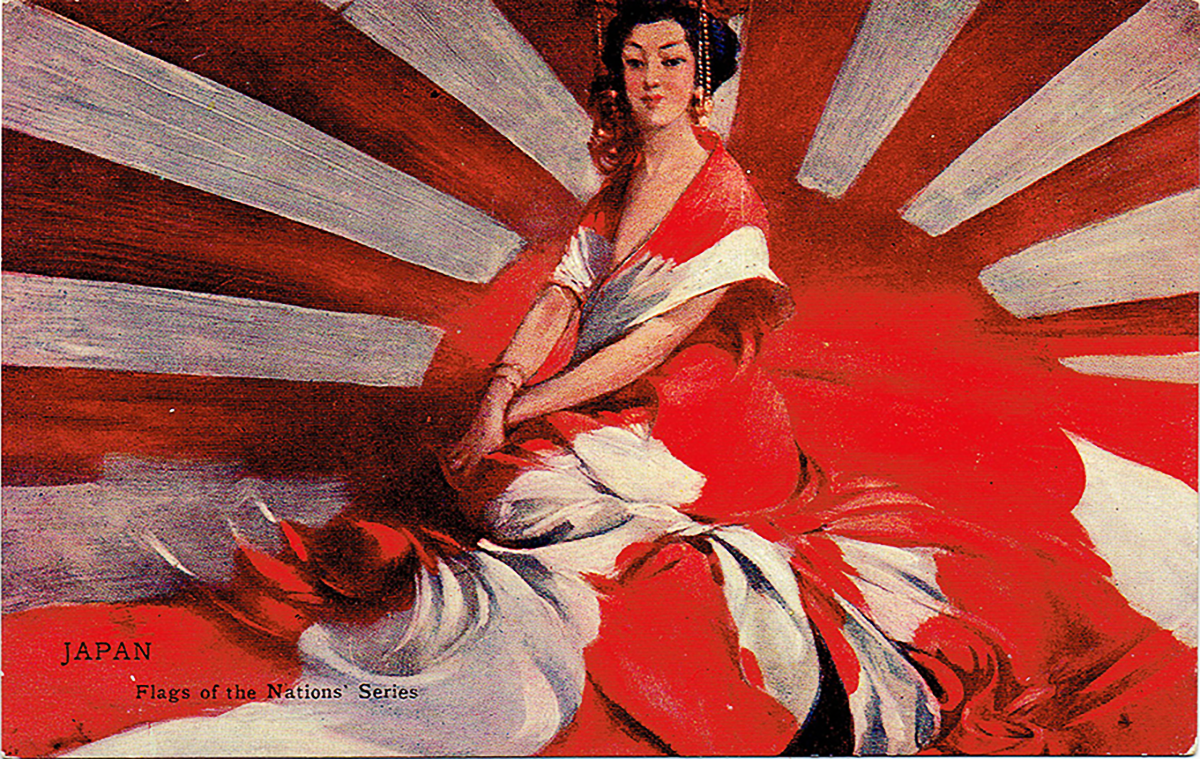
日英博覽會明信片

日英博覽會（英語：Japan–British Exhibition），是一場1910年5月14日至10月29日之間，於倫敦白城舉辦的大型博覽會，為日本與歐洲國家首次聯合舉辦的博覽會。

## 簡介

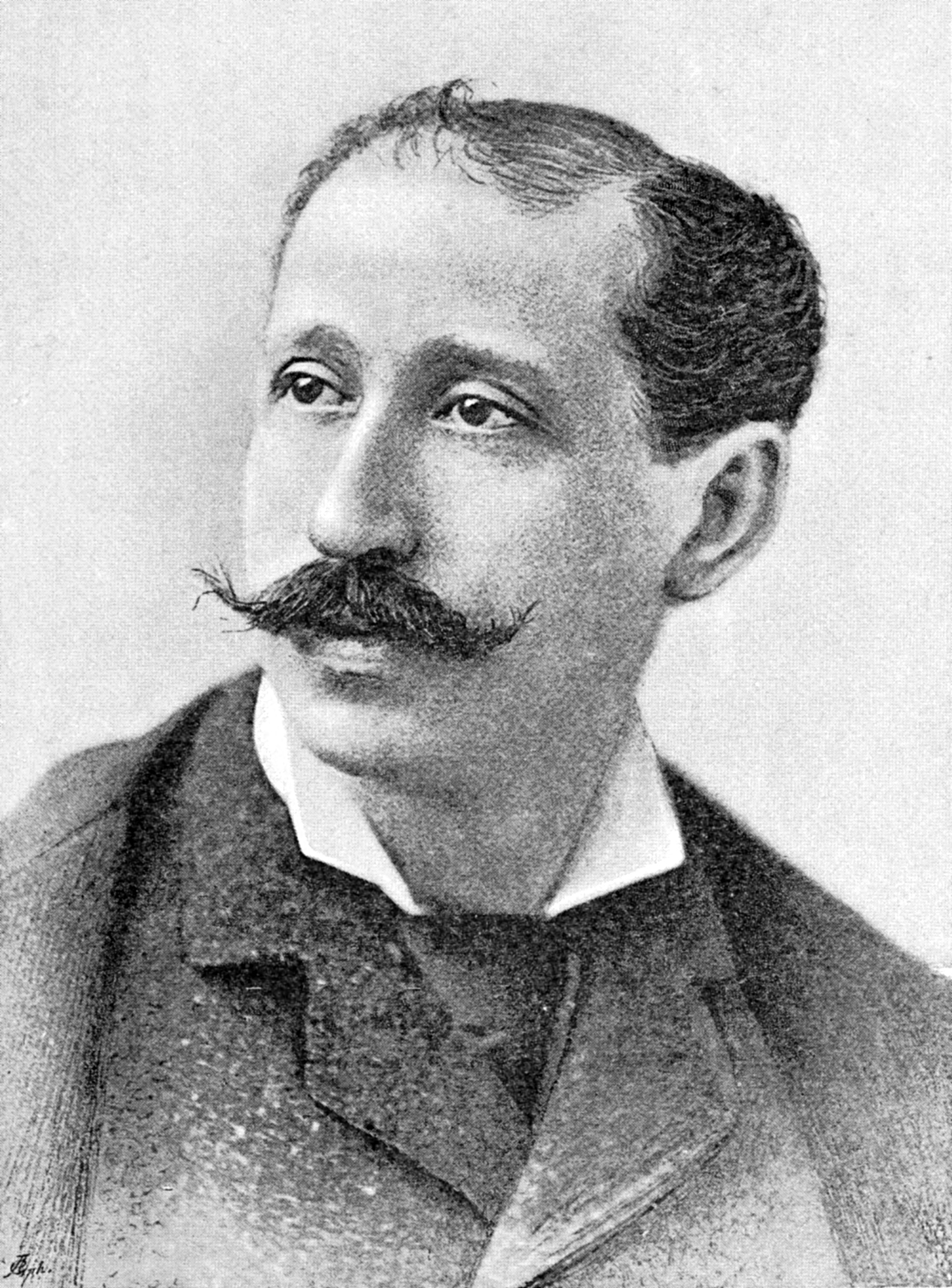
Imre Kiralfy

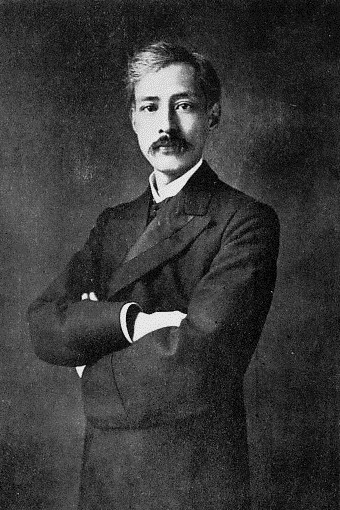
陸奧廣吉

日本欲在英日同盟重建後在英國樹立更有利的公眾形象，使大眾認為日本是英國值得信賴的盟友，因而促成此博覽會。日本展覽委員會總督和田彥次郎在官方出版記錄中曾提到此次博覽會的作用：「不但具有商業價值，獲得許多有用的貿易知識，有助於打開許多歐洲新市場；也明顯具有政治和外交作用，增進了東、西方二大文明國家的互相認識和友好關係。」
舉辦博覽會的想法最初來自倫敦企業家Imre Kiralfy，該計劃獲得外務大臣小村壽太郎的大力支持，後由Kiralfy及外交官陸奧廣吉所領導的組織委員會管理博覽會事務。1910年5月14日，日英博覽會在倫敦白城牧羊叢地區開幕，佔地160英畝（一說140英畝），票價一先令，星期日不開放。

## 展覽

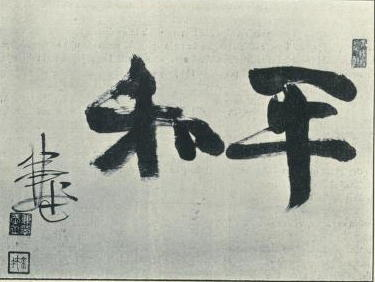
大浦兼武男爵所寫的書法「和平」，博覽會展品之一

此次博覽會展品的大部分材料皆為製成品，希望增加日本與英國的貿易。博覽會結束後，許多展品皆被送回日本，一些被送往歐洲及其他計畫舉行博覽會的城市，其餘則贈送給博物館及其他機構。

### 日本
博覽會將近一半的展品是由政府部門提供，向英國強調日本是一個文明進步的國家，並重現郵局、日本紅十字會等十二個歷史場景，以表示日本歷史的悠久。日方亦在展場內建造兩座日式庭園，庭園內樹木、灌木、日式建築、橋樑、石頭等物皆是從日本運來。主辦方還蓋了一條山間鐵路，此鐵路最初是想模仿加拿大與美國的風景，很快便成為展場中的熱門景點。在園內另有相撲表演供遊客取樂。
日方亦由北海道帶來阿伊努族原住民，在展場內設置「阿伊努村」（英語：Ainu village）進行「居住表演」。因阿伊努族原住民和大部份日本人的生活方式所差甚遠，因此有些日人認為這場表演是對大和民族的一種恥辱。

### 台灣
除日本本國之展覽，日方還針對當時的殖民地（台灣、韓國、關東州及南滿）各設置一個展示廳。其中「台灣廳」的展示包含有台灣產物，例如茶葉、樟腦、稻米、蔗糖等；並設置不少原住民的物質文化標本和模型，呈現台灣居民過去生活的落後和受日本統治後生活的進步，並設置喫茶店「福爾摩沙烏龍茶室」以推銷台灣烏龍茶。
當時臺灣總督府與博覽會組織委員會的娛樂部簽約，由日本警察帶領24位臺灣南部高士佛社附近的排灣族人（男生21人、女生3人）坐船到倫敦展場進行居住展演，住在佔地約一千三百坪的「福爾摩沙土著村」。福爾摩沙土著村內的配置是以「臺灣生蕃監督事務局」為中心，周邊有12戶的房屋，每戶有兩位穿著盛裝的排灣人從上午11點至下午10點20分左右一直坐在屋內，觀眾需花費6便士買門票參觀。由於原住民較為活潑，喜歡用剛學會的英語向參觀者打招呼，故深得觀眾喜愛，福爾摩沙土著村就此一炮而紅，成為展場中觀眾幾乎最多的地方。